# Bambico
Bambico, nome artístico de Domingos Miguel dos Santos (Taciba, 22 de junho de 1944 — São Paulo, 31 de julho de 1982), foi um cantor, compositor e violeiro de música popular brasileira.

## Biografia
Filho do Sr. Miguel José dos Santos e de D. Emília Angélica de Jesus. 
Considerado um dos maiores violeiros da História da música caipira, é, no entanto, uma figura muito pouco conhecida, já que sua carreira desenvolveu-se principalmente como músico de estúdio. Em 2013, foi homenageado ao vencer o Prêmio Rozini de Excelência da Viola Caipira, promovido pelo Instituto Brasileiro de Viola Caipira, na categoria Referência. Bambico foi um grande instrumentista, tocava vários instrumentos, viola, violão, cavaquinho, teclado e até sanfona. Bambico gravou viola e violão para várias duplas, dentre elas: Tião carreiro e pardinho, Tião carreiro e paraíso, Jacó e jacozinho, pardinho e pardal, Pena branca e xavantinho, cacique e pajé, lorito e Loreto, Taviano e Tavares,  Zé tapera e Teodoro, dentre várias outras duplas... Ele também viajou em circos para acompanhar duplas como Tião carreiro & pardinho e Jacó & jacozinho. Bambico deixou um legado para a viola caipira enorme, com seus repicados de pagode, cururu, cateretê, moda de viola, seus pontilhados, que até hoje deixam muitas dúvidas para aqueles que querem aprender tais solos. Foi o primeiro Douradinho na formação João Mulato & Douradinho. 

### Morte
Bambico viveu pouco tempo, morreu em 31 de julho de 1982, em São Paulo, com apenas 38 anos de idade, vítima de diabetes.

## Discografia
- Brincando com a viola
- Função de violeiro